# Palau Heijō
El Palau Heijō (平城宮, Heijō-kyū?) de Nara, fou el Palau Imperial del Japó (710-784 dC), durant la major part del període Nara. El palau estava localitzat en l'extrem nord de l'antiga ciutat cabdal, Heijō-kyō. Les restes del palau i l'àrea circumdant, al costat d'altres edificis, estan declarats per la UNESCO com a Patrimoni de la Humanitat com a part dels «Monuments històrics de l'antiga Nara».

## Història
Després de la successió de l'Emperadriu Genmei al Tron Imperial el 707, es va discutir molt sobre la transferència del palau. Un any després, es va emetre un edicte per al trasllat a Nara. El 710, la nova capital és nomenada oficialment, però la finalització del palau va haver d'esperar.
La ciutat i els jardins del palau, es van inspirar principalment en Chang'an (actualment Xian), la capital de la Xina durant la dinastia Tang, que va ser contemporània a l'època en què Nara va ser capital del Japó. Chang'an alhora, com moltes antigues ciutats d'Àsia oriental, es va construir sobre la base d'un complex sistema de creences i lleis de la geomància. Aquestes dictaven la xarxa de carrers, així com la necessitat de santuaris o temples per a la protecció espiritual que havien de situar-se en determinats punts cardinals al voltant de la ciutat.

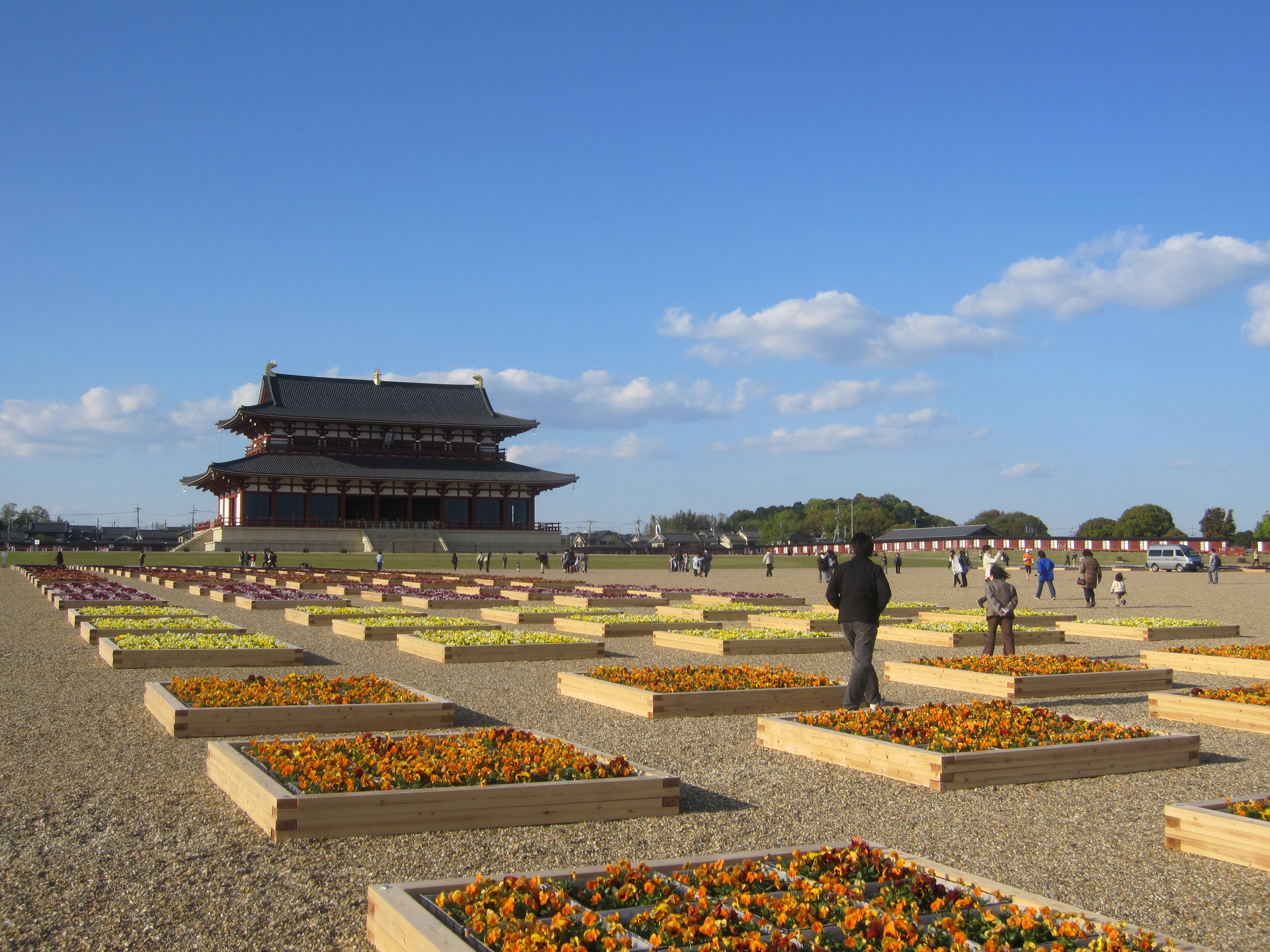
Pati frontal del primer Daigokuden

D'acord amb aquest sistema, el Palau es va col·locar en l'extrem nord, en una línia s'estenia des del carrer Suzaku, el carrer principal que corre de nord a sud pel centre de la ciutat. El carrer acabava en la Suzaku-mon, i la resta dels edificis del palau es van aixecar més enllà al nord d'aquesta porta. Els edificis principals del complex del palau van ser el Daigoku-den, on es duien a terme els assumptes de govern, el Chōdō-in on es duien a terme cerimònies formals, el Dairi, residència de l'emperador, i oficines per a diversos organismes de l'administració. Els fonaments o petjades d'aquests edificis encara són visibles en el lloc.
Quan la capital va ser traslladada a Heian-Kyo (actual Kyoto), el Palau Imperial de Nara va ser abandonat. Durant els segles següents, els estralls del temps i els elements van anar destruint els edificis lentament, fins que a principis del Període Kamakura en les acaballes del segle xii no hi quedava pràcticament res de les construccions. No obstant, les seccions que jeien sota terra s'han conservat i descobert pels arqueòlegs moderns.
Quan el lloc va ser designat Lloc Històric Especial de l'Agència d'Assumptes Culturals el 1952, els esforços arqueològics encapçalats per l'Institut Nacional de Recerca de Béns Culturals, tals com a excavacions, van continuar a partir del mateix any. El Suzaku-mon i el Jardí Tou-in van ser restaurats i oberts al públic el 1998. Aquest mateix any, el palau imperial va ser inclòs a la declaració de la UNESCO com a Patrimoni de la Humanitat.
El Palau Heijō fou l'escenari principal dels esdeveniments commemoratius del 1300 aniversari de la capitalitat de Nara el 2010, moment en què fou restaurat el primer Daigokuden (第一次大極殿). 

## Galeria

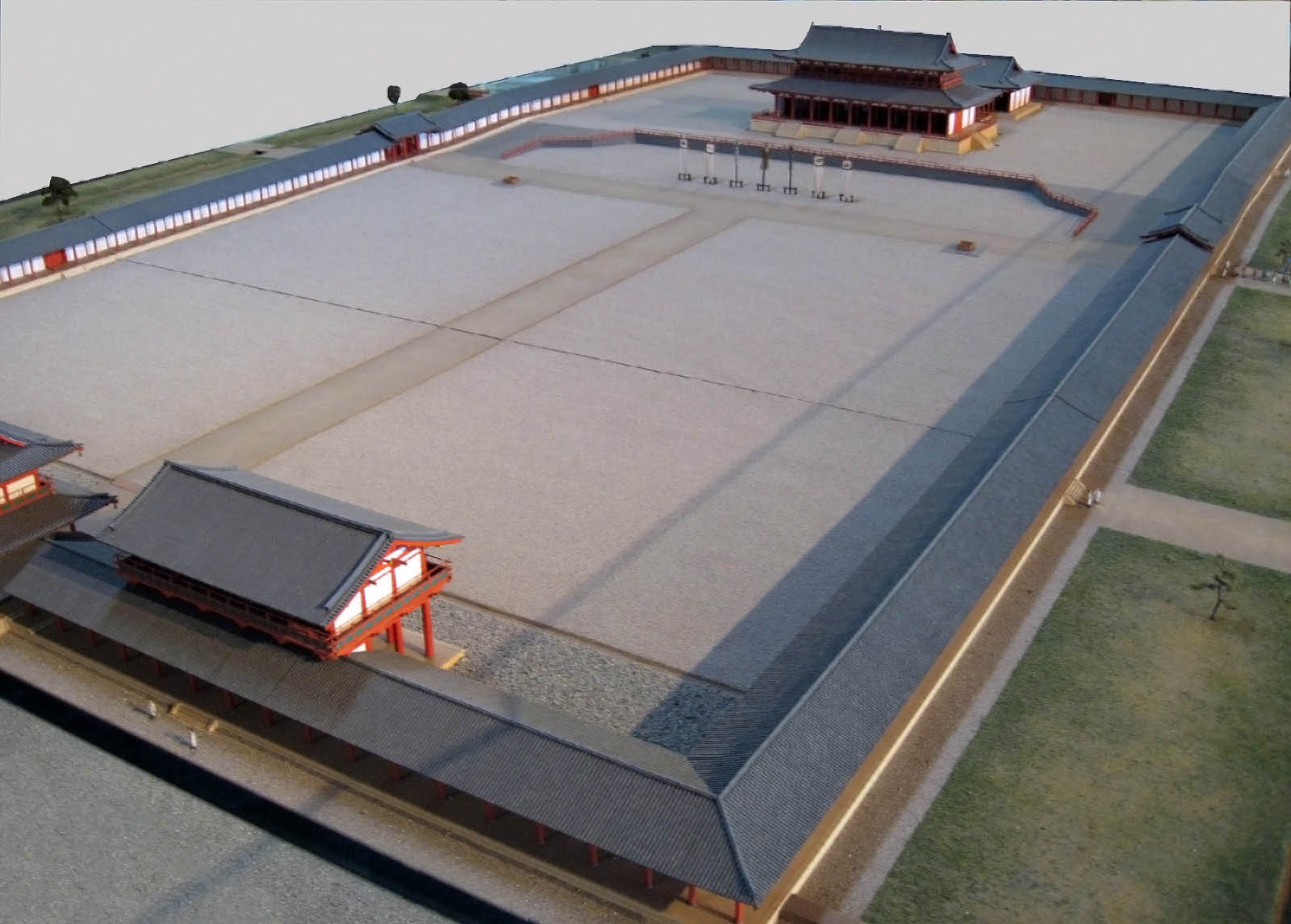
Maqueta del palau Imperial
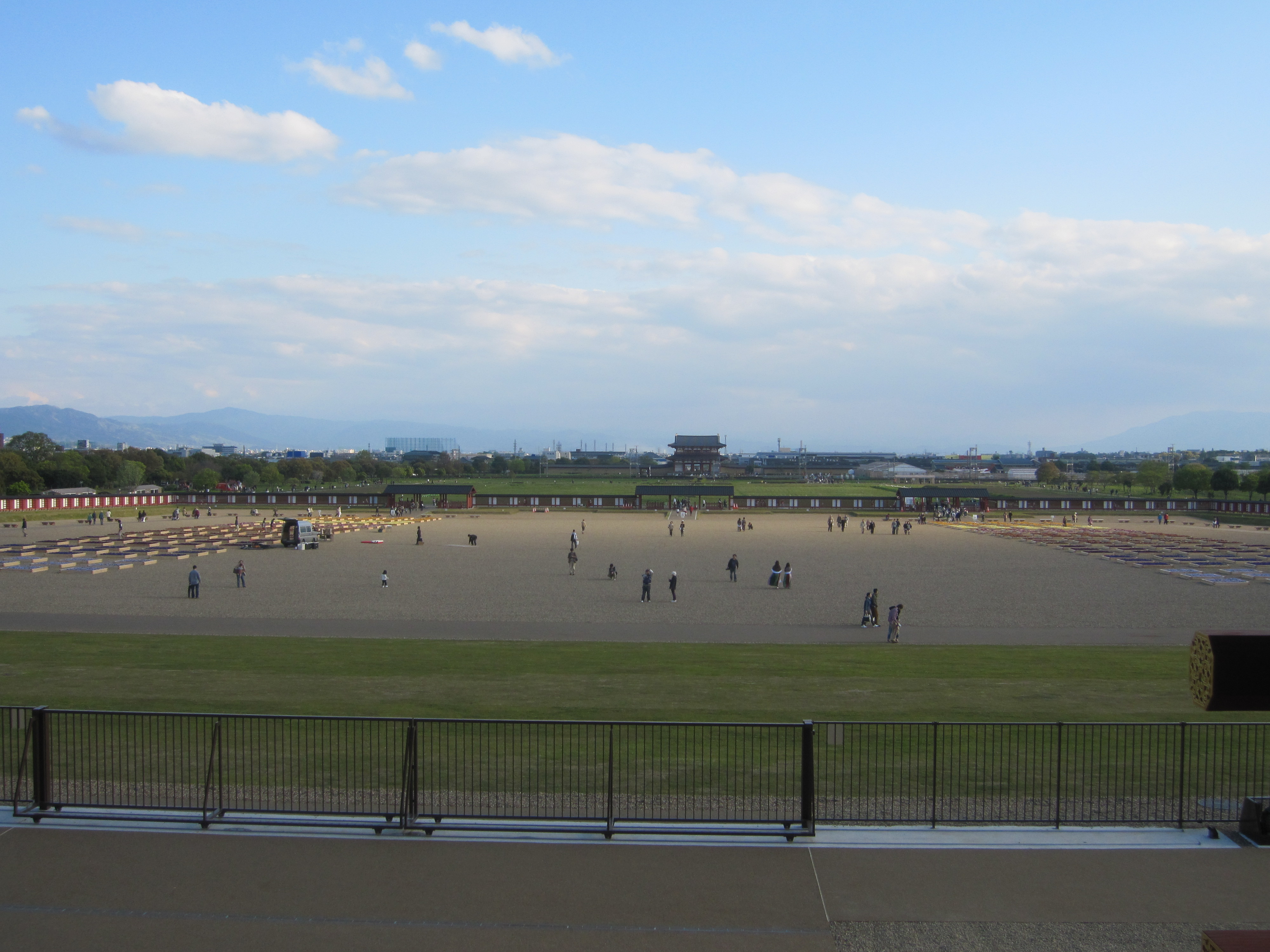
Restes del Palau Heijō
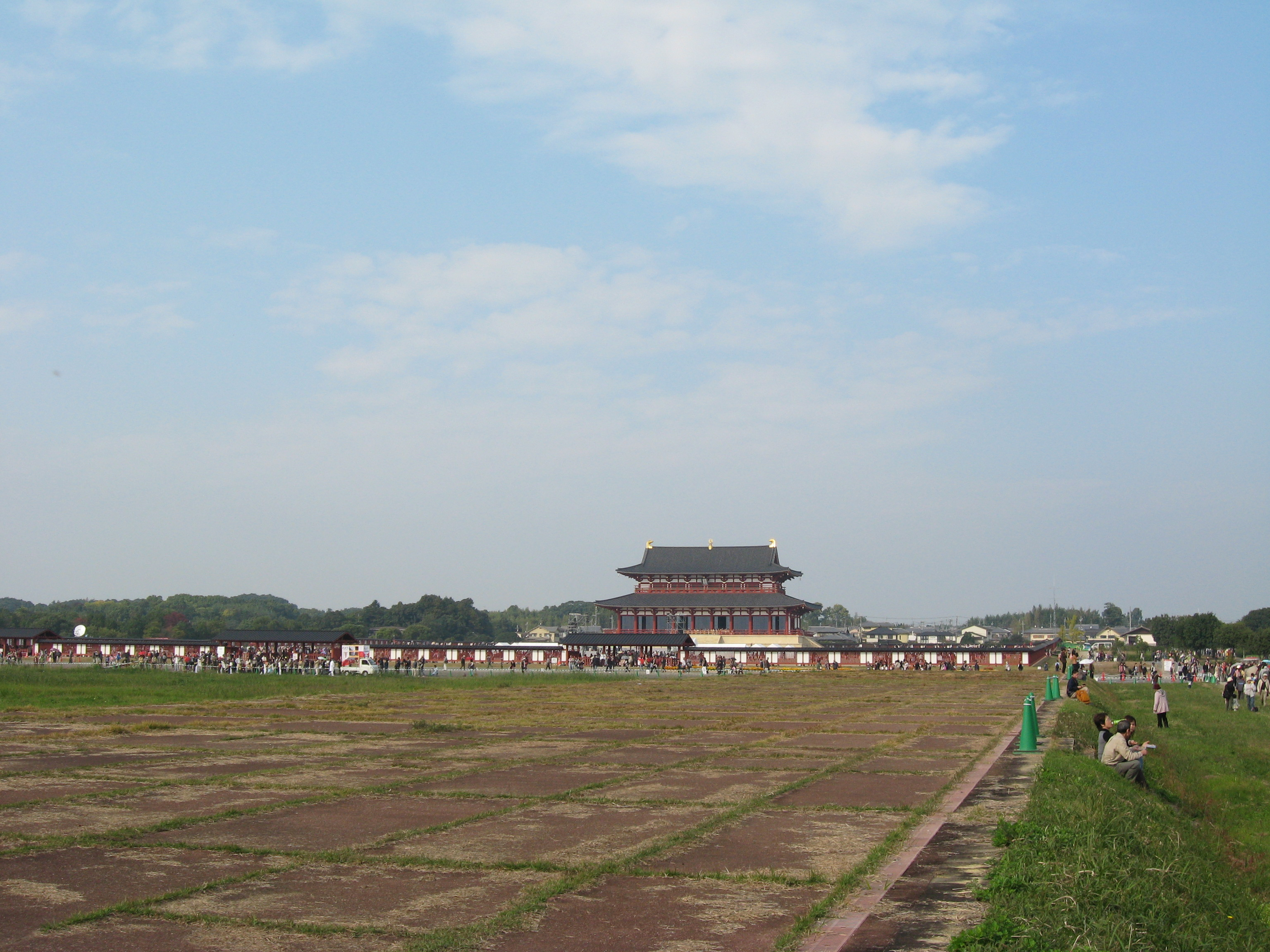
Vista panoràmica de l'indret
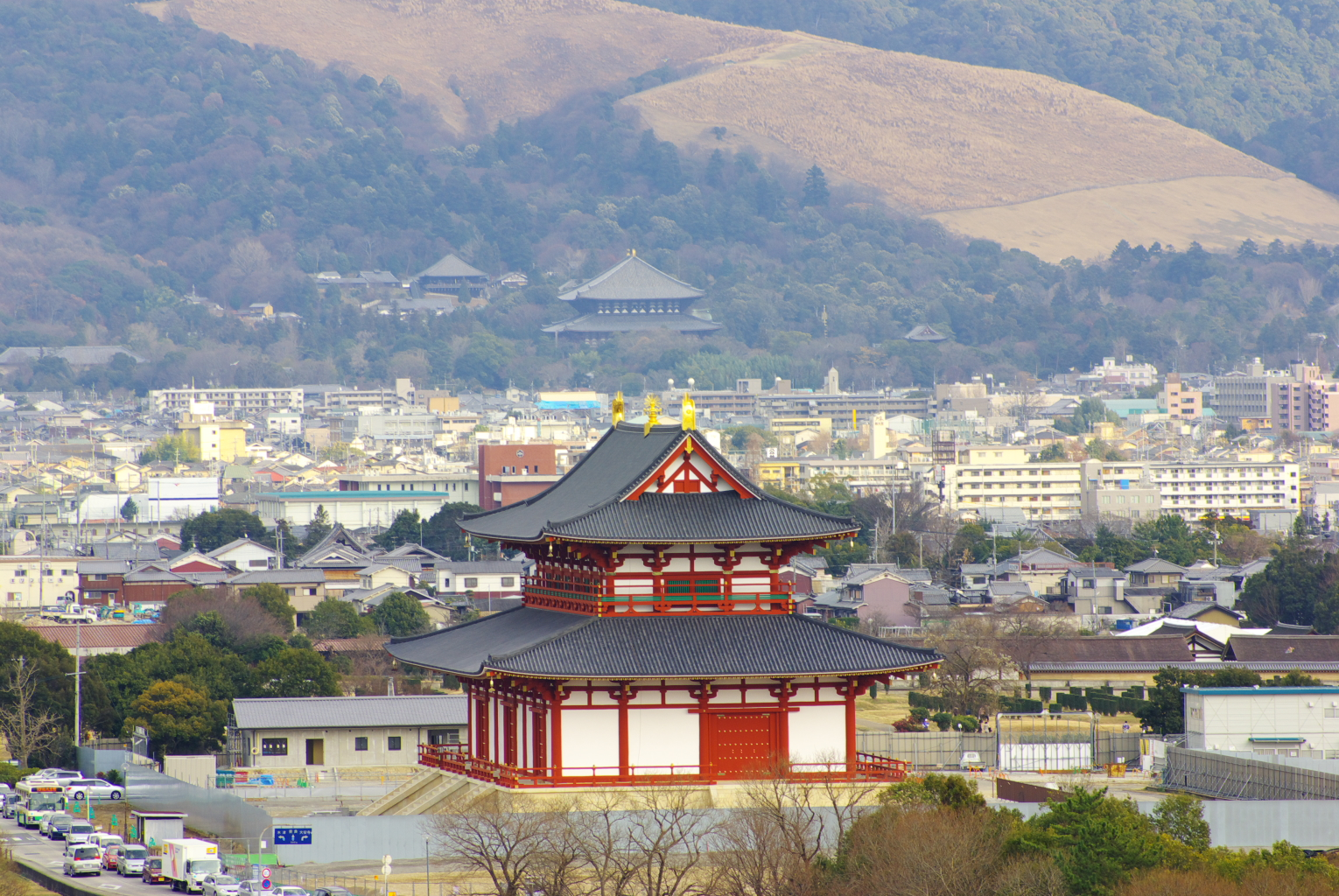
El primer Daigokuden, reconstruït (al centre). Todai-ji Daibutuden i Wakakusayama poden veure's al darrere
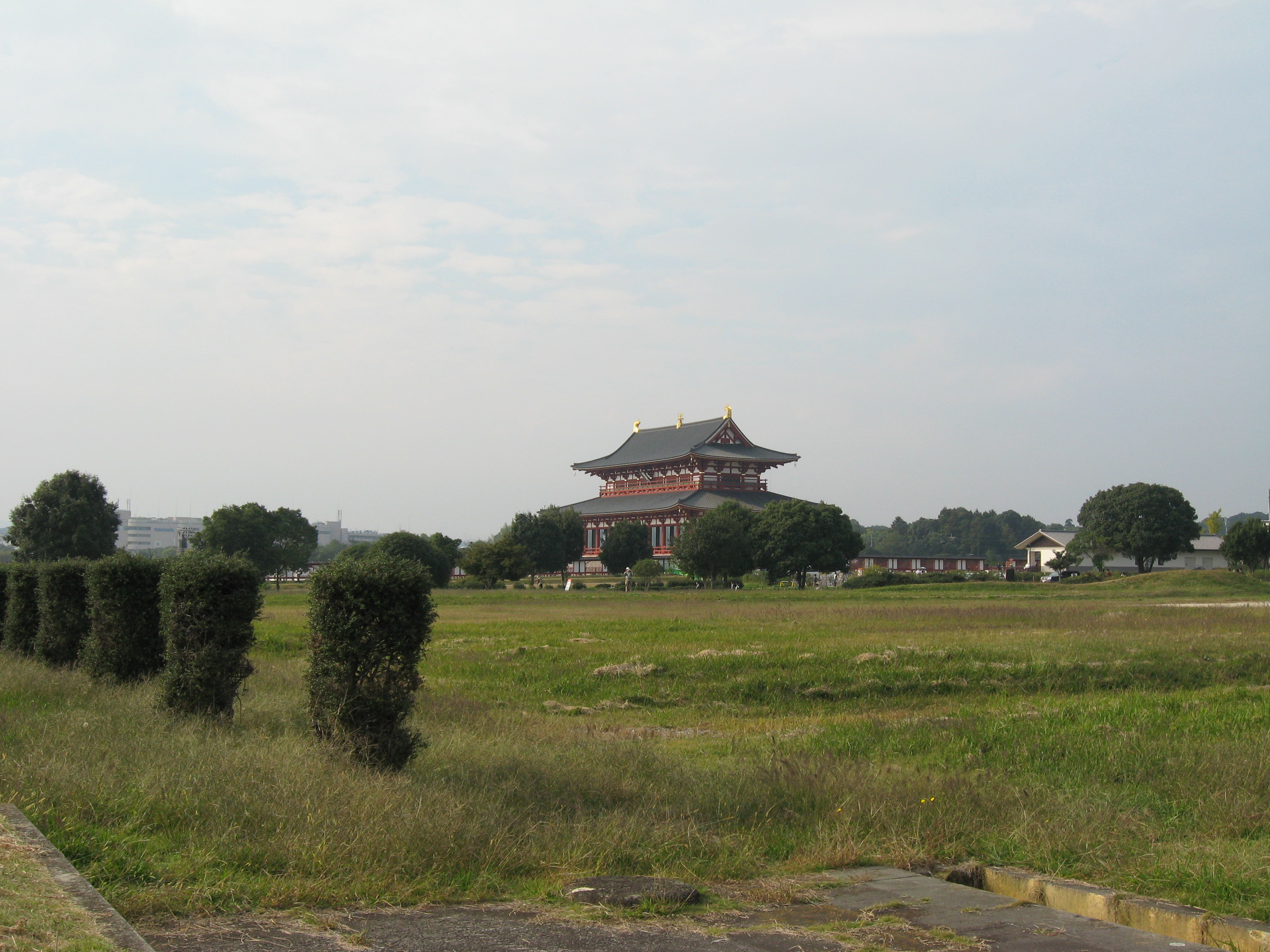
Vista general amb el Daigokuden al fons
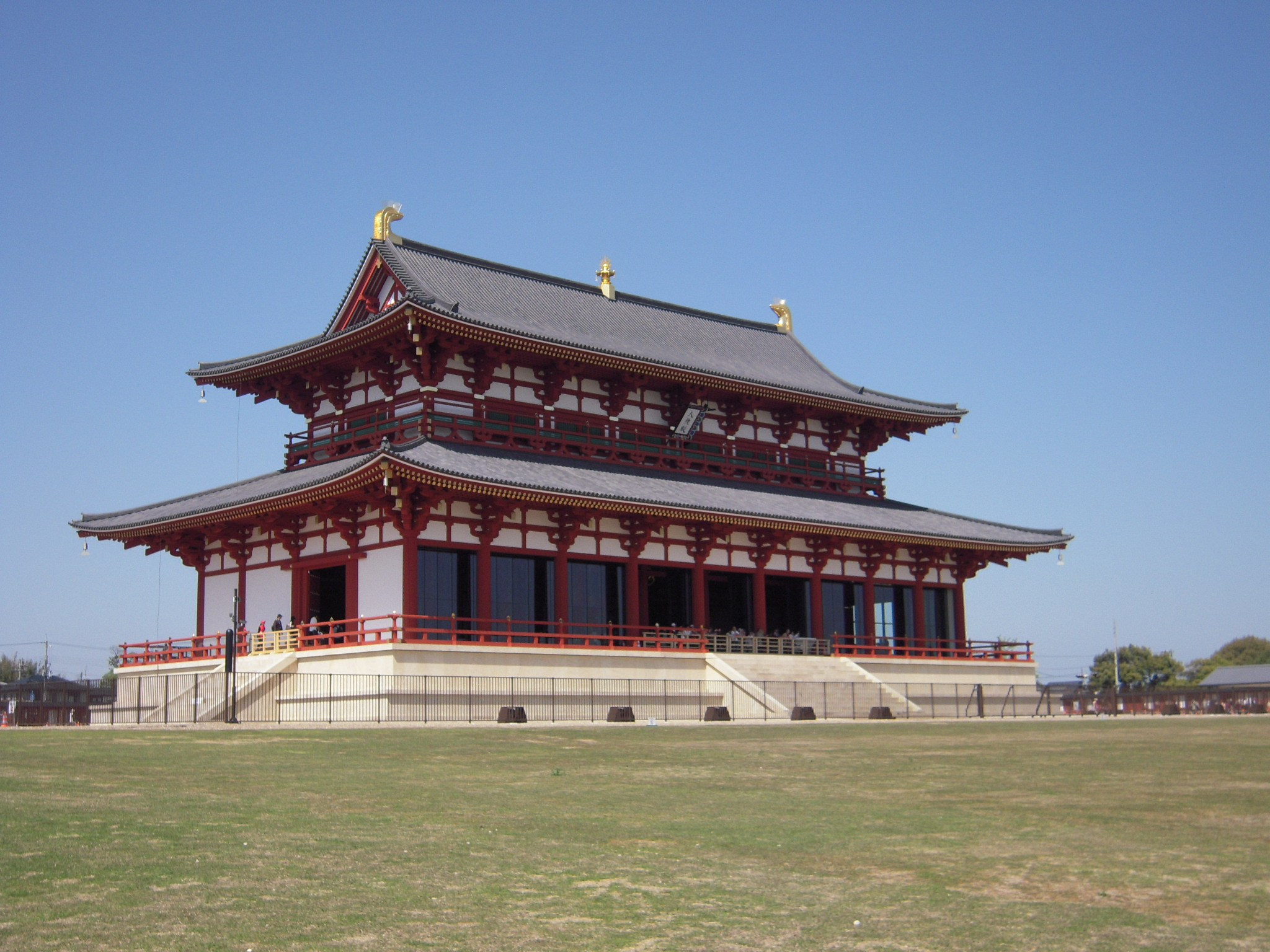
El primer Daigokuden
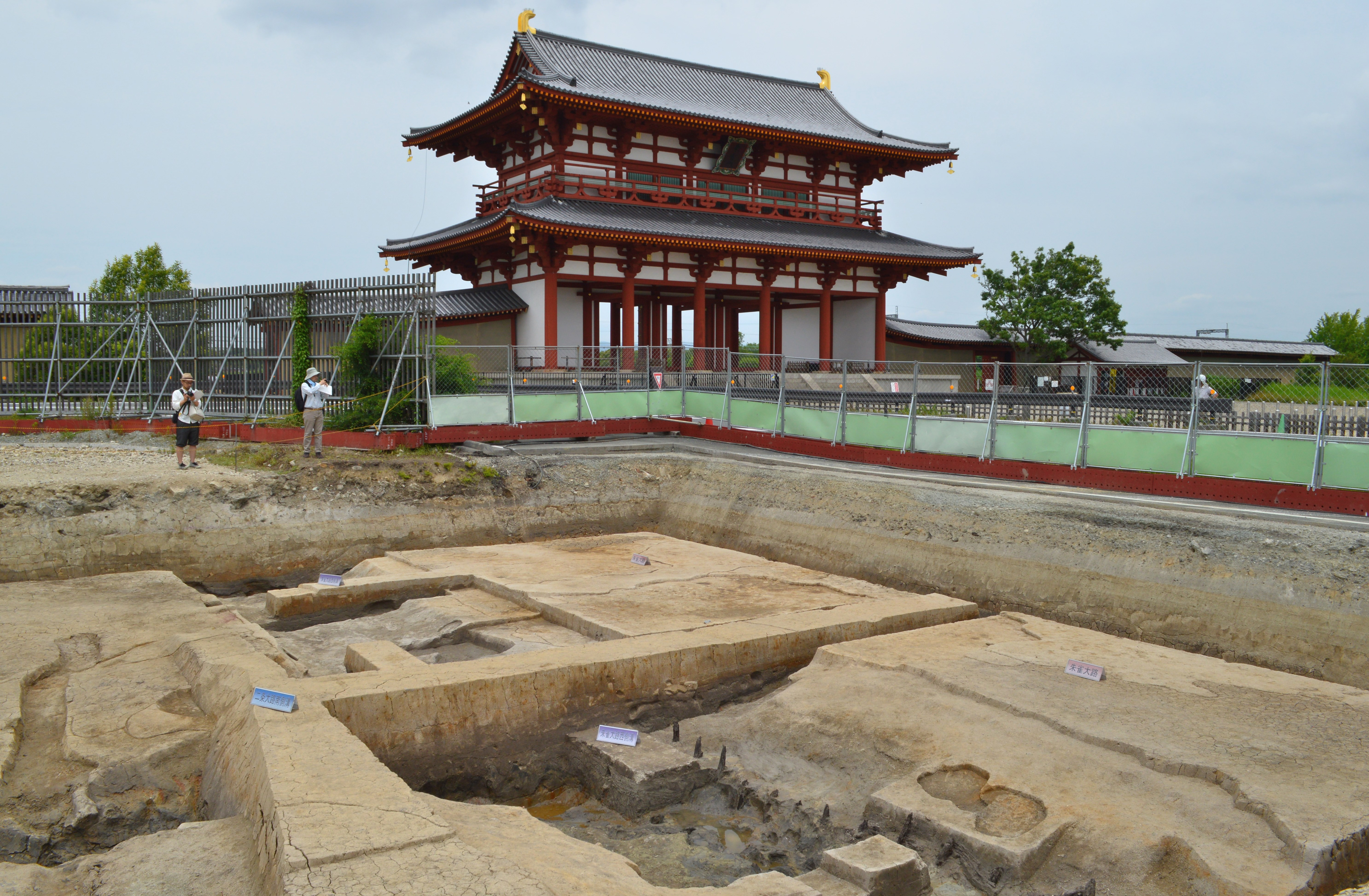
La Suzaku-mon i restes arqueològics del palau
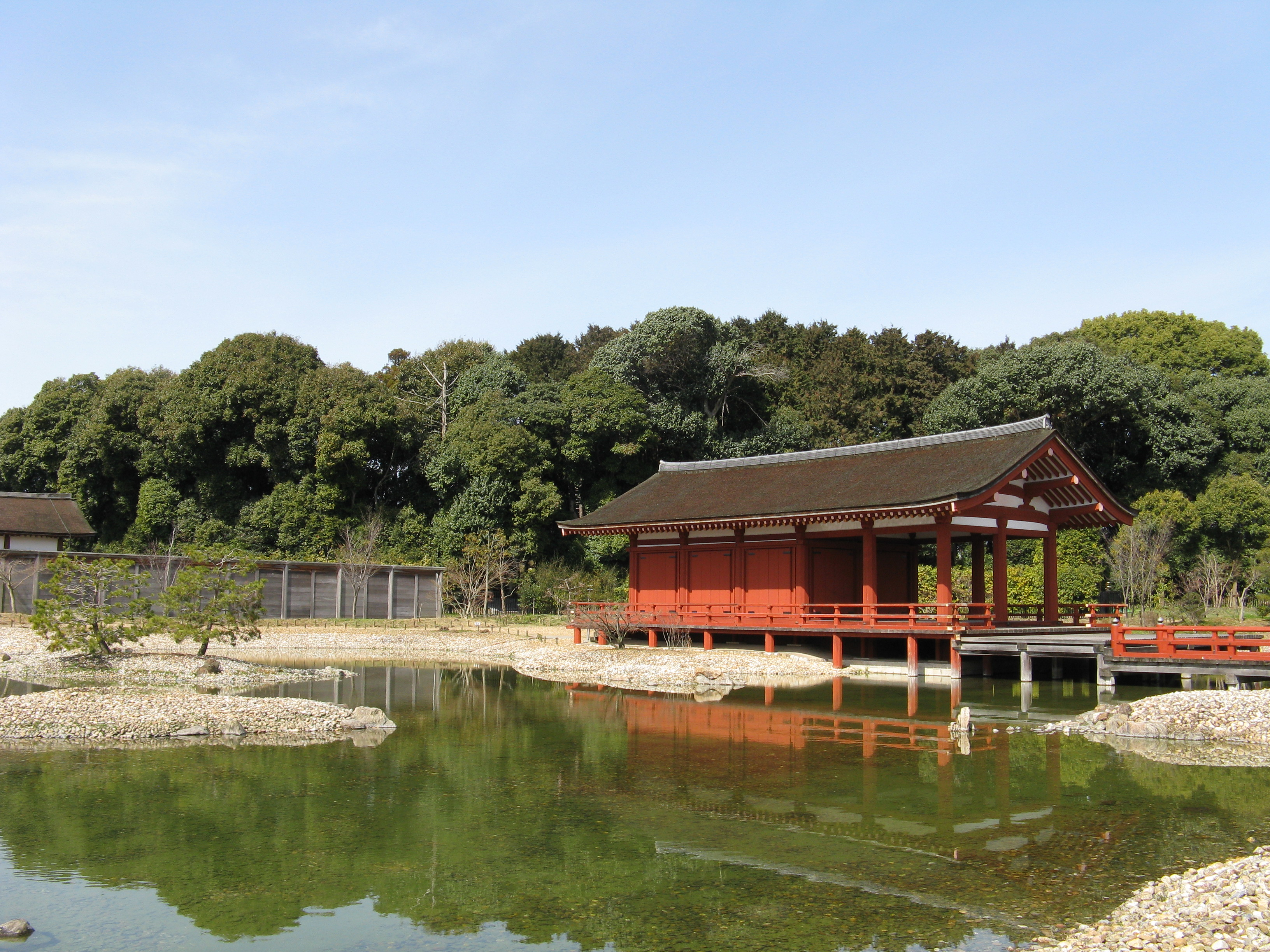
Part dels jardins reconstruïts